# Maluco Por Você - Os Maiores Sucessos
Maluco Por Você - Os Maiores Sucessos é uma coletânea musical da dupla sertaneja César Menotti & Fabiano, lançado em 2011 pela Universal Music.

## Lista de Faixas
| N.º            | Título                                                          | Compositor(es)                                           | Duração |  |
| 1.             | "Ciumenta"                                                      | Tchê do Swing                                            | 2:41    |  |
| 2.             | "Retrato"                                                       | Louro Santos Marcibrom                                   | 3:33    |  |
| 3.             | "Como Um Anjo"                                                  | Lucas Robles Roberto Merli                               | 2:45    |  |
| 4.             | "Mensagem Pra Ela / Me Apaixonei (A Primeira Vez que Eu te Vi)" | César Menotti, Geraldo Campos / Pinocchio                | 3:08    |  |
| 5.             | "Caso Por Acaso"                                                | C. Menotti Fábio Lacerda Nilsinho                        | 3:25    |  |
| 6.             | "Caso Marcado"                                                  | Christian Weber Marquito                                 | 3:18    |  |
| 7.             | "www.Volta pra Mim"                                             | Ernani Ferreira                                          | 2:58    |  |
| 8.             | "Para de Chorar"                                                | Pinocchio                                                | 2:36    |  |
| 9.             | "Imploro (Sem você eu morro)"                                   | Júnior Guto Léo                                          | 2:44    |  |
| 10.            | "Se o Rei Mandar"                                               | Chrystian Lima Elvis Pires Rodrigo Mell                  | 3:29    |  |
| 11.            | "Talvez"                                                        | Vinícius Edson Pedro Paulo                               | 2:50    |  |
| 12.            | "Labirinto"                                                     | Marco Aurélio                                            | 3:34    |  |
| 13.            | "Você Vai Ver / Brincar de Ser Feliz"                           | Carlos Colla, Elias Muniz / Maria da Paz, Nino           | 3:09    |  |
| 14.            | "Tarde Demais"                                                  | Dorgival Dantas                                          | 3:51    |  |
| 15.            | "Bão Tamém"                                                     | Pinocchio C. Menotti Fabiano                             | 2:42    |  |
| 16.            | "Maluco Por Você"                                               | Everton Matos Helton Lima Rivanil                        | 2:31    |  |
| 17.            | "Tentei te Esquecer / Coração está em Pedaços / Fica Comigo"    | Cruz Gago / Zezé Di Camargo / Piska, Eduardo, Adriano    | 6:39    |  |
| 18.            | "Do Lado Esquerdo"                                              | Pinocchio                                                | 3:04    |  |
| 19.            | "Kid Lampião" (part. Dominguinhos)                              | Guilherme Freitas                                        | 2:54    |  |
| 20.            | "Tá no seu Olhar / Lugar Melhor que BH"                         | Alexandre Peixe, Beto Garrido / C. Menotti, Jader Joanes | 5:53    |  |
| Duração total: | Duração total:                                                  | Duração total:                                           | 67:44   |  |